# Altenstädt
Altenstädt is een deel van de gemeente Naumburg (Hessen) in Hessen in Duitsland. Altenstädt hoort bij het district Kassel (district). Altenstädt ligt aan de Uerdinger Linie, in het traditionele gebied van het Hessisch. Altenstädt is niet ver van Baunatal. Altenstädt heeft ongeveer 1200 inwoners.